# Noční prádlo

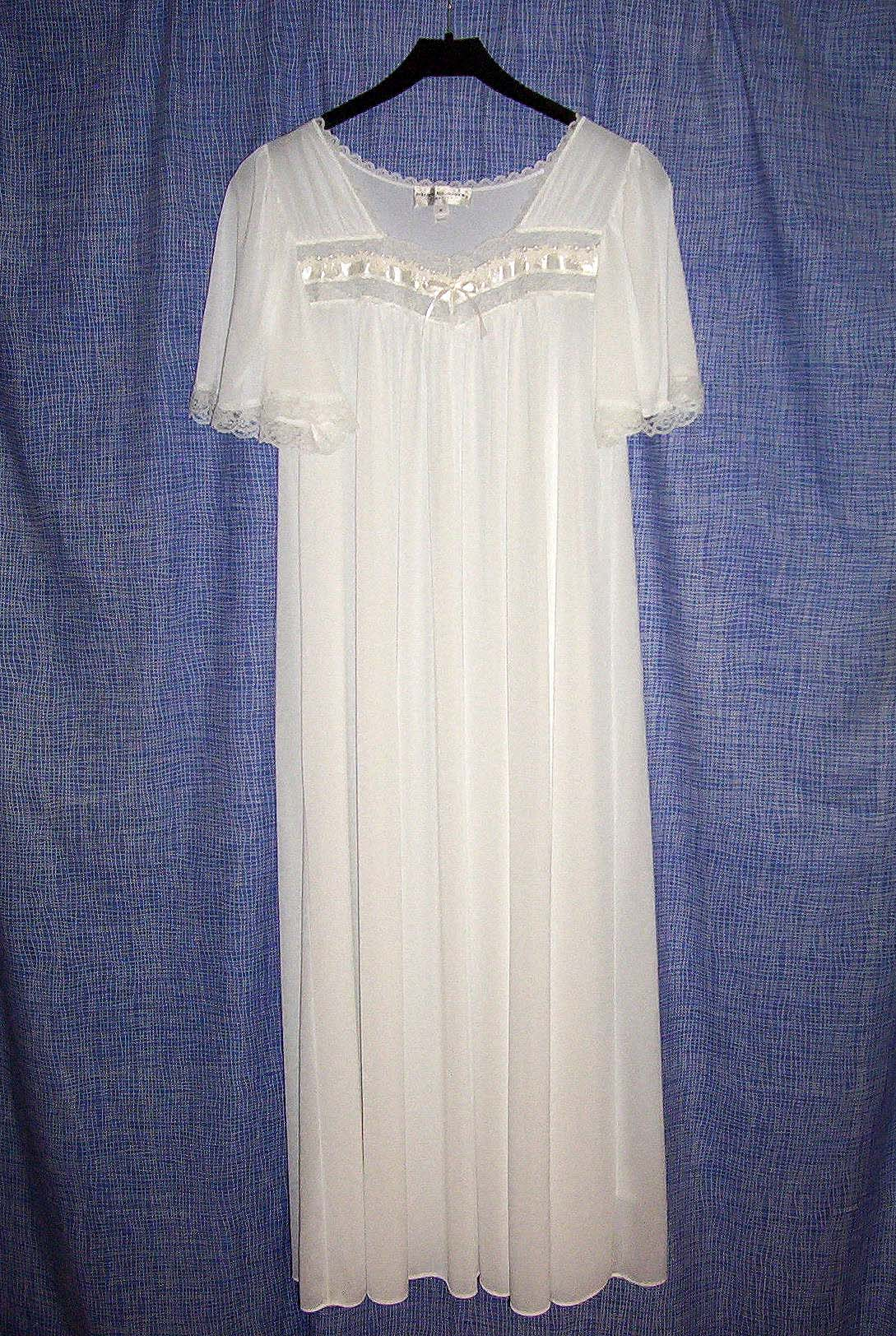
Americká noční košile Miss Elaine

Noční prádlo jsou různé druhy oblečení, které se používá pro spaní i v čase před a po spánku. Někdy se namísto nočního prádla používají na spaní některé druhy spodního prádla, neobvyklé není ani spaní bez oblečení. Jeho hlavními funkcemi je ochrana před chladem a/nebo zakrytí nahoty.

## Druhy nočního prádla
- pyžamo – Dvoudílné noční prádlo.
- noční košile – Jednodílné noční prádlo oblékané přes hlavu.
- overal na spaní – Oblečení, kde horní přiléhavý díl s přiléhavými kalhoty, popř. ponožkami tvoří jeden celek.
- pytel na spaní – Má střih dlouhé noční košile, která je dole uzavřená. Používají menší děti.
- Noční čepice – teplá čepice, která se nosila při spaní ve chladné místnosti.